# Родригеска костенурка
Родригеската костенурка (Cylindraspis peltastes) е изчезнал вид влечуго от семейство Сухоземни костенурки (Testudinidae).

## Разпространение
Видът е бил ендемичен за остров Родригес. Предполага се че е изчезнал около 1800-та г.

## Описание
Тази гигантска костенурка е една от най-малките гигантски костенурки в Индийския океан. Дължината ѝ достига малко над 40 см при приблизително тегло около 12 кг.